# عملية كربلاء-4
كانت عملية كربلاء-4 أو معركة أم الرصاص بحسب المصادر العراقية، هجومًا إيرانيًا على الجبهة الجنوبية للحرب الإيرانية العراقية. وقد بدأت هذه العملية بعد فشل عمليتي كربلاء-2 وكربلاء -3 اللتين حاولتا تحويل خطوط الدفاع العراقية من أجل احتلال الأراضي العراقية.

## مقدمة
كان أكبر هاشمي رفسنجاني هو الذي خطط للمعركة ذاتها ونفذها في نهاية المطاف. سيتم تنفيذ العملية تحت غطاء الليل من أجل تثبيت موطئ قدم على طول ممر شط العرب. بمجرد عبورها، ستواصل القوات الإيرانية هجومها ودخول مدينة البصرة الساحلية في النهاية. وكان من المقرر شن الهجوم على جزيرة أم الرصاص في شط العرب. من المحتمل أن يكون هذا هجومًا مشتتًا قبل عملية كربلاء 5 القادمة (على الرغم من أن هذا الهجوم قد تم تسميته بعد فشله). وستهاجم الجزر والطرق الأخرى من جزيرة أم الرصاص للمساعدة في تشكيل حصار واسع النطاق للبصرة. قد يكون هذا لتخويف مؤتمر القمة الإسلامية في الكويت، حليفة العراق في ذلك الوقت.

## المعركة
بدأت العملية عشية عيد الميلاد في عام 1986، عندما عبرت النخبة من الضفادع في الباسداران البحيرة على متن قارب سريع مطاطي وشنوا هجومًا مفاجئًا على جزيرة أم الرصاص. بعد الهبوط، اكتشف مشغلو الكشافات العراقيون الضفادع. الإيرانيون الآن مكشوفون تمامًا. أطلقت المدافع الرشاشة العراقية وابل من الرصاص، مما أسفر عن مقتل جميع القوات الإيرانية باستثناء عدد قليل.
وفي صباح اليوم التالي، عبر 60،000 من الباسداران و‌الباسيج شط العرب شمال وجنوب خرمشهر في قوارب صغيرة وطوافات بحرية متنقلة، مستخدمين غطاء الفجر لإخفاء تحركاتهم. على الفور تقريبًا، واجه الإيرانيون قوات الدفاع العراقية التي تنتظرهم على ساحل الجزيرة. أحد أوجه القصور الرئيسية للإيرانيين هو أنه لا يوجد سوى القليل من الدعم المدفعي ضد العراقيين. ومع ذلك، سرعان ما احتل الإيرانيون أم الرصاص والجزر الأخرى، واستخدموا الجسور العائمة لعبورها. ولكن عندما حاولوا التحرك صعوداً على طول الممر المائي لتطويق البصرة من الجنوب، تعرضوا لنيران عراقية كثيفة.
ومن أوجه القصور الرئيسية في الاستعدادات العسكرية الإيرانية للهجوم عدم تقديم دعم متابعة فعلي لقواتها بمجرد خروجها من الجزر. وبقيت جميع وحدات المدفعية على الجانب الإيراني من شط العرب، باستثناء دعم محدود من المدفعية، ولم تتبع التقدم الأولي لقواتها. ودام القتال ثلاثة أيام قصفت خلالها دفاعات العراق القوات الإيرانية. واستخدمت القوات العراقية المدفعية والطائرات والمدافع الرشاشة لإطلاق النار على التحصينات المعدة. وقتلت القوات الإيرانية بالآلاف. وكانت خسائر العراق سدس الخسائر التي تكبدتها إيران. عندما انسحب الإيرانيون، غطى الآلاف من الجنود الإيرانيين القتلى المشهد بأكمله. وخسرت إيران 12،000 جندي وخسر العراق 2،000 جندي. وتدعي إيران أن دفاعات العراق استفادت من المعلومات الاستخباراتية التي قدمتها الولايات المتحدة، والتي قدمت تفاصيل عن الخطط والاستعدادات الإيرانية، مما مكن العراق من تنسيق دفاعات فعالة في الموقع المحدد الذي وقع فيه الهجوم.

## التبعات
في هذه الأيام الثلاثة وحدها، قتل القتال حوالي 1،000 إيراني (11،000 جريح) و2،000 عراقي. ومع ذلك، ثبت أن القتال كان بداية هجوم واسع النطاق استمر حتى فبراير. لم يتم التخطيط لهذه العملية بشكل جيد، ولا شك أنها تم تنفيذها على عجل بسبب اجتماع الكويت. لم يستخدم الإيرانيون (باستثناء الغارات الليلية والعبور البرمائي) تكتيكاتهم المبتكرة واستخدموا الأمواج البشرية بشكل أساسي. ستبدأ عملية كربلاء-5 الأكثر تعقيدًا في غضون أسبوعين وستصبح في النهاية أكبر معركة في الحرب بأكملها.

## إعادة جثث 175 من الغواصين الإيرانيين
في 18 مايو 2015، أُعيد إلى إيران جثث 175 غواصاً إيرانياً قيل إنهم دفنوا أحياء ومقيدين بأيديهم. عثر على بعض الجثث دون أن يصابوا بأذى، وأدرك الناس أنهم دفنوا أحياء وهم مربوطون بأيديهم. كان هؤلاء المقاتلون يتبعون لأربع وحدات من الفرق 25 و41 و7 و14.
أثارت الإعادة إلى الوطن ردود فعل عاطفية غير مسبوقة على وسائل الإعلام الاجتماعية الإيرانية.
وأصدرت إيران في وقت لاحق طابعا ختميا للغواصين الـ175.
في عام 2015، بدأ صانعو الأفلام الإيرانيون في إنتاج فيلم عن العملية تحت اسم 175 غواصًا.

## ثبت المراجع
1. Essential Histories: The Iran Iraq War 1980-1988, by Efraim Karsh, Osprey Publishing, 2002
2. In The Name of God: The Khomeini Decade, by Robin Wright, Simon & Schuster, 1989
3. In The Rose Garden Of The Martyrs: A Memoir Of Iran, by Christopher de Bellaigue, HarperCollins, 2005
4. http://csis.org/files/media/csis/pubs/9005lessonsiraniraqii-chap08.pdf نسخة محفوظة 7 يونيو 2013 على موقع واي باك مشين.
5. https://books.google.com/books?id=dUHhTPdJ6yIC&printsec=frontcover&source=gbs_atb#v=onepage&q&f=false